# محمد امین (بازیکن فوتبال)
محمد امین (زادهٔ ۶ نوامبر ۱۹۹۹) بازیکن فوتبال اهل سودان است.
وی همچنین در تیم ملی فوتبال سودان بازی کرده‌است.